# Mainbrücke Bettingen
Die Mainbrücke Bettingen ist eine 310 m lange Brücke der Bundesautobahn 3 bei Streckenkilometer 258,5.
Das Bauwerk liegt 25 Kilometer westlich von Würzburg zwischen den Autobahnanschlussstellen Marktheidenfeld und Wertheim/Lengfurt. Es überspannt bei Bettingen  in einer Höhe von ungefähr 17 m mit drei Feldern den Main bei Stromkilometer 167,7 mit der Landesgrenze zwischen Bayern und Baden-Württemberg. Die Autobahn weist im Verlauf der Brücke im Grundriss einen Radius von 1400 m auf. Im Aufriss ist eine Wannenausrundung vorhanden, die Längsneigung ändert sich von ungefähr 4 % auf 1,5 % bei einer Querneigung von 4 %.
Gebaut wurde die Überführung mit zwei Überbauten erstmals zwischen den Jahren 1959 und 1960. Die Brücke war damals die weitest gespannte Spannbetonbrücke Deutschlands. Im Rahmen des sechsstreifigen Ausbaus der Autobahn folgte von 1997 bis 2001 ein Brückenneubau.

## Brücke 1960 bis 2001

### Bauphase
Bei der Wertheimer Ortschaft Bettingen bestand während des Baus der A 3 ein sogenannter Deckenbaubahnhof an der ehemaligen Bahnstrecke Lohr–Wertheim. Dort wurde in Ganzzügen Baumaterial für die Autobahn angefahren, die in einen Tiefbunker an einem Anschlussgleis gekippt wurden.

### Gründung und Unterbauten
Die Widerlager und Pfeilerscheiben sind auf dem anstehenden Buntsandstein flachgegründet. Beide Stahlbetonbauteile sind mit rotem Sandsteinmauerwerk verkleidet, die Pfeilerscheiben mit Außenabmessungen am Pfeilerkopf von 28,4 m × 4,3 m haben einen Vollquerschnitt aus Stahlbeton.

### Überbauten
Der Überbau der Spannbetonbrücke bestand aus zwei je 14,75 m breiten einzelligen Hohlkästen, in Längs- und Querrichtung vorgespannt. Die Bauhöhe betrug 7,0 m über den Flusspfeilern und reduzierte sich zu den Brückenenden und zur Brückenmitte auf 3,0 m. Die Bodenplatte der Hohlkästen war konstant 7,0 m breit, variierte aber in der Dicke zwischen 1,2 m über den Pfeiler und 14 cm in Brückenmitte. Die Dicke der vertikalen Stege betrug zwischen 1,0 m und 30 cm. Festpunkt der Durchlaufträgerbrücke war ein Flusspfeiler. Die Stützweiten betrugen für die dreifeldrige Brücke 85,0 m bei den Randfeldern und 140,0 m beim mittleren Feld.

### Herstellung
Die Überbauten wurden auf einem fahrbaren Lehrgerüst abschnittsweise betoniert. Die Herstellung des 14 m langen Schlussstückes über dem Main erfolgte mit einem Hängegerüst.

## Brücke seit 2001
Aufgrund von nicht abklingenden Verformungszuwächsen in Feldmitte über dem Main musste vorzeitig im Rahmen des sechsstreifigen Ausbaus der Autobahn die alte Brücke durch einen Neubau ersetzt werden. Die Kosten betrugen 22,6 Millionen Euro.

### Gründung und Unterbauten
Die Unterbauten der alten Brücke konnten trotz des breiteren Brückenneubaus ohne größere Umbaumaßnahmen übernommen werden.

### Überbauten
Der Überbau der Spannbetonbrücke besteht wieder aus zwei einzelligen Hohlkästen, jetzt 18,5 m und 18,75 m breit und in Längs- und Querrichtung vorgespannt. Die Bauhöhe ist unverändert 7,0 m über den Flusspfeilern und reduziert sich zu den Brückenenden auf 3,0 m. In Brückenmitte wurde jetzt eine Konstruktionshöhe von 3,5 m ausgeführt. Die Bodenplatte der beiden Hohlkästen ist wieder konstant 7,0 m breit, aber die Stege sind jetzt geneigt. Die Stützweiten blieben unverändert.

### Herstellung
Der erste Überbau mit den Richtungsfahrbahnen Nürnberg-Frankfurt wurde unterhalb der bestehende Brücke im Freivorbau mit stabilisierenden Hilfsstützen auf temporären Hilfsgründungen hergestellt. Nachdem der Verkehr auf diesen umgelegt worden war, wurden die beiden alten Überbauten abgebrochen und gesprengt. Anschließend folgte die Herstellung des zweiten Überbaus. Abschließend wurde der Verkehr auf diesen umgeleitet und der erste Überbau in seine endgültige Lage querverschoben.